# Новомарьевка (Добропольский район)
Новомарьевка (укр. Новомар'ївка) — село на Украине, находится в Добропольском районе Донецкой области.
Код КОАТУУ — 1422084407. Население по переписи 2001 года составляет 4 человека. Почтовый индекс — 85030. Телефонный код — 6277.

## Персоналии
- Классен, Генрих  Абрамович — основатель села.[источник не указан 2477 дней]

## Адрес местного совета
85030, Донецкая область, Добропольский р-н, с. Криворожье, ул.Советська, 101, 9-51-86